# بازار نوظهور
بازار نوظهور (به انگلیسی: emerging market) یک بازار ملی که در فرایند پیشرفته‌تر شدن، قرار دارد و دارای نقد شوندگی در بدهی‌های محلی و بازار سهام است، از طرفی با برخی تغییرات در سیستم مقرراتی و بازارها، روبروست.

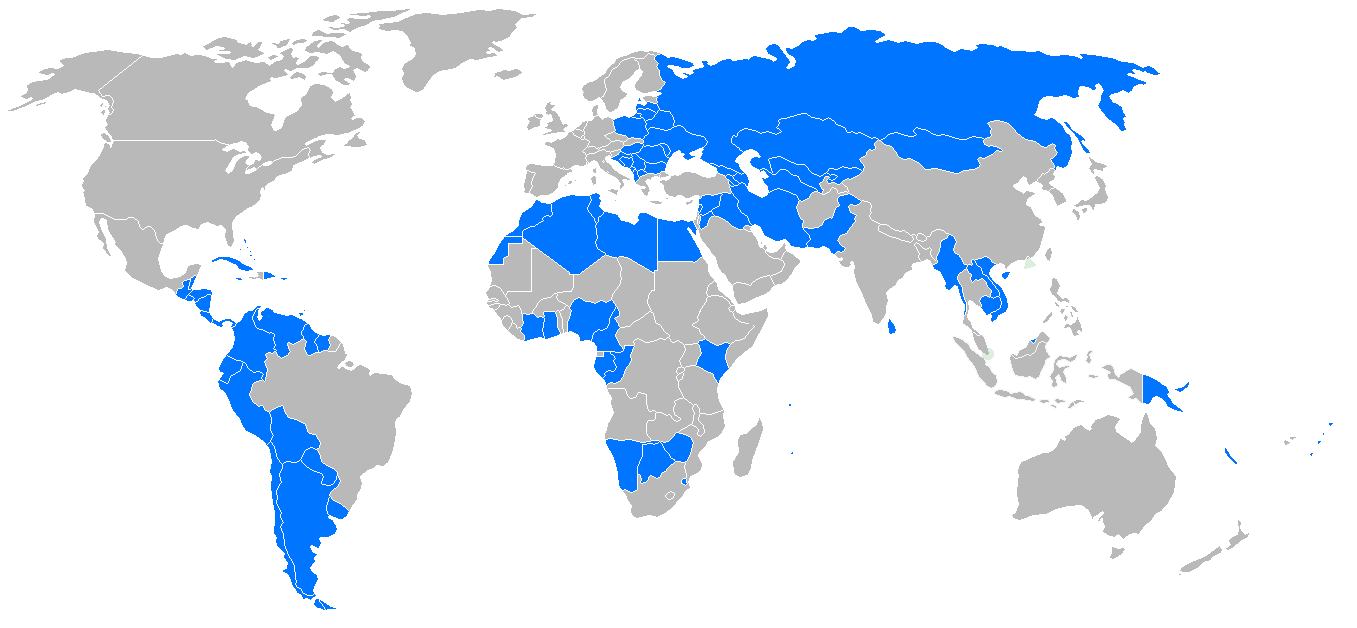
کشورهای در حال توسعه

بازارهای در حال ظهور (یا نوظهور) با سطح بازارهای کارا، فاصله زیادی دارند و فاقد مقررات و استاندارهای سخت حسابداری و بازارهای اوراق بهادار می‌باشند، که در کشورهای توسعه‌یافته (نظیر ایالات متحده آمریکا، اتحادیه اروپا و ژاپن) مرسوم است. اما این کشورها، دارای زیرساخت‌های فیزیکی لازم، نظیر سیستم بانکی، بورس اوراق بهادار و پول واحد می‌باشند.
بازارهای در حال ظهور از سوی سرمایه‌گذاران به‌عنوان یک فرصت کسب بازدهی بالا نگریسته می‌شوند، چرا که آنها اغلب از نرخ رشد اقتصادی و تولید ناخالص داخلی سریع‌تر برخوردار هستند. این بازارها همچنین از روند صنعتی‌سازی بالایی برخوردار هستند. در عوض سرمایه‌گذاران در بازارهای نوظهور، با ریسک‌های بزرگتری مواجه هستند، که از بی‌ثباتی اقتصادی، مسائل زیرساختی داخلی، نوسانات نرخ ارز و محدود بودن فرصت‌های منصفانه (زیرا اغلب بنگاه‌های بزرگ، توسط دولت، مدیریت می‌شود) ناشی می‌شود، همچنین بازار سهام از نقدشوندگی پایین رنج می‌برد. اقتصادهای بازار در حال ظهور، درآمد سرانه کمی دارند، بی‌ثباتی سیاسی اجتماعی بالاتری داشته و درصد بیکاری آنها نیز بالا می‌باشد.